# Cuadrilátero ortodiagonal

Un cuadrilátero ortodiagonal. De acuerdo con las propiedades de estos polígonos de cuatro lados, los dos cuadrados rojos en los lados opuestos del cuadrilátero tienen la misma área total que los dos cuadrados azules situados en los dos lados opuestos.

En geometría euclidiana, un cuadrilátero ortodiagonal es un polígono de cuatro lados convexo  en el que sus diagonales se cortan en ángulo recto. En otras palabras, es una figura de cuatro lados en la que los segmentos que unen vértices no consecutivos son perpendiculares entre sí.

## Casos especiales
Un deltoide (que recuerda la forma de una cometa o dos deltas mayúsculas con base común) es un cuadrilátero ortodiagonal en el que una de las diagonales es un eje de simetría. Los deltoides son exactamente los cuadriláteros ortodiagonales que contienen una circunferencia tangente a sus cuatro lados; es decir, son cuadriláteros (tangenciales a una circunferencia).
Un rombo es un cuadrilátero ortodiagonal con dos pares de lados paralelos (es decir, un cuadrilátero ortodiagonal que también es un paralelogramo). Además con dos ejes de simetría.
Un cuadrado es un caso límite tanto de deltoide como de rombo.
Cuadriláteros ortodiagonales equidiagonales en los que las diagonales son al menos tan largas como todos los lados del cuadrilátero tienen el área máxima para su diámetro entre todos los cuadriláteros, resolviendo el caso n = 4 del problema del mayor polígono pequeño. El cuadrado es uno de esos cuadriláteros, pero hay infinitos otros. Un cuadrilátero ortodiagonal que también es equidiagonal es un cuadrilátero mediocuadrado porque su cuadrilátero de Varignon es un cuadrado. Su área se puede expresar puramente en términos de la longitud de sus lados.

## Propiedades

Círculo de ocho puntos

Segundo círculo de ocho puntos

Para cualquier cuadrilátero ortodiagonal, la suma de los cuadrados de dos lados opuestos es igual a la de los otros dos lados opuestos; para los lados sucesivos a, b, c y d, se tiene que:
{\displaystyle \displaystyle a^{2}+c^{2}=b^{2}+d^{2}.}
Esto se deduce del teorema de Pitágoras, por el cual cualquiera de estas dos sumas de dos cuadrados se puede expandir para igualar la suma de las cuatro distancias cuadradas desde los vértices del cuadrilátero hasta el punto donde las diagonales se cruzan. Análogamente, cualquier cuadrilátero en el que
{\displaystyle \displaystyle a^{2}+c^{2}=b^{2}+d^{2}.}
debe ser ortodiagonal. Esto se puede probar de varias maneras, incluyendo el uso del teorema del coseno, vectores, por reducción al absurdo y mediante números complejos.
Si las diagonales de un cuadrilátero convexo son bicondicionalmente perpendiculares, las dos bimedianas tienen la misma longitud.
Según otra propiedad, las diagonales de un cuadrilátero convexo ABCD son perpendiculares si y solo si
{\displaystyle \angle PAB+\angle PBA+\angle PCD+\angle PDC=\pi }
donde P es el punto de intersección de las diagonales. De esta ecuación se deduce casi de inmediato que las diagonales de un cuadrilátero convexo son perpendiculares si y solo si las projecciones de la intersección diagonal en los lados del cuadrilátero son los vértices de un cuadrilátero cíclico.
Un cuadrilátero convexo es ortodigonal si y solo si su cuadrilátero de Varignon (cuyos vértices son los puntos medios de sus lados) es un rectángulo. Una propiedad relacionada establece que un cuadrilátero convexo es ortodigonal si y solo si los puntos medios de los lados y los pies de las cuatro alturas son ocho puntos cocíclicos; el círculo de ocho puntos. El centro de este círculo es el centroide del cuadrilátero. El cuadrilátero formado por los pies de las medialturas (líneas perpendiculares a un lado que pasan por el centro del lado opuesto) se llama el "cuadrilátero órtico principal".
Si las normales a los lados de un cuadrilátero convexo "ABCD" que pasan por la intersección de las dos diagonales cortan a los lados opuestos en R, S, T y U; y además K, L, M y N son los pies de estas normales, entonces ABCD es ortodigonal si y solo si los ocho puntos K, L, M, N, R, S, T y U coinciden en el segundo círculo de ocho puntos. Otra propiedad relacionada establece que un cuadrilátero convexo es ortodigonal si y solo si RSTU es un rectángulo cuyos lados son paralelos a las diagonales de ABCD.
Se conocen varias caracterizaciones métricas más con respecto a los cuatro triángulos formados por la intersección de las diagonales P y los vértices de un cuadrilátero convexo ABCD. Sean m1, m2, m3, m4 las medianas de los triángulos ABP, BCP, CDP , DAP desde P a los lados AB, BC, CD, DA, respectivamente. Si R1, R2, R3, R4 y h1, h2, h3, h4 es el radio de la circunferencia circunscrita y las alturas respectivamente de estos triángulos, entonces el cuadrilátero ABCD es ortodigonal si y solo si se cumple una de las siguientes igualdades:
- {\displaystyle m_{1}^{2}+m_{3}^{2}=m_{2}^{2}+m_{4}^{2}}
- {\displaystyle R_{1}^{2}+R_{3}^{2}=R_{2}^{2}+R_{4}^{2}}
- {\displaystyle {\frac {1}{h_{1}^{2}}}+{\frac {1}{h_{3}^{2}}}={\frac {1}{h_{2}^{2}}}+{\frac {1}{h_{4}^{2}}}}

Además, un cuadrilátero ABCD con la intersección de sus diagonales en P es ortodiagonal si y solo si los circuncentros de los triángulos ABP, BCP, CDP y DAP son los puntos medios de los lados del cuadrilátero.

### Comparación con un cuadrilátero tangencial

Cuadrilátero ortodiagonal cíclico, considerado como circunscrito (tangencial) e inscrito

Algunas características métricas de los cuadriláteros circunscritos y de los cuadriláteros ortodiagonales son muy similares en apariencia, como se puede ver en esta tabla. Las anotaciones en los lados a, b, c, d, los radios de las circunferencias R1, R2, R3, R4, y las alturas h1, h2, h3, h4 son los mismos que los anteriores en ambos tipos de cuadriláteros.
| Cuadrilátero tangencial                                                                     | Cuadrilátero ortodiagonal                                                                                   |
| ------------------------------------------------------------------------------------------- | --- |
| {\displaystyle a+c=b+d}                                                                     | {\displaystyle a^{2}+c^{2}=b^{2}+d^{2}}                                                                     |
| {\displaystyle R_{1}+R_{3}=R_{2}+R_{4}}                                                     | {\displaystyle R_{1}^{2}+R_{3}^{2}=R_{2}^{2}+R_{4}^{2}}                                                     |
| {\displaystyle {\frac {1}{h_{1}}}+{\frac {1}{h_{3}}}={\frac {1}{h_{2}}}+{\frac {1}{h_{4}}}} | {\displaystyle {\frac {1}{h_{1}^{2}}}+{\frac {1}{h_{3}^{2}}}={\frac {1}{h_{2}^{2}}}+{\frac {1}{h_{4}^{2}}}} |

## Área
El área K de un cuadrilátero ortodiagonal equivale a la mitad del producto de las longitudes de las diagonales p y q:
{\displaystyle K={\frac {p\cdot q}{2}}.}
Recíprocamente, cualquier cuadrilátero convexo donde el área se puede calcular con esta fórmula debe ser ortodiagonal. El cuadrilátero ortodiagonal tiene el área más grande de todos los cuadriláteros convexos con diagonales dadas.

## Otras características
- Los cuadriláteros ortodiagonales son los únicos cuadriláteros para los que los lados y el ángulo formado por las diagonales no determinan el área de forma exclusiva.[3] Por ejemplo, dos rombos que tienen el lado común a (y, como para todos los rombos, ambos tienen un ángulo recto entre las diagonales), pero uno que tiene un ángulo más pequeño que el otro, tiene diferentes áreas (el área del anterior se aproxima a cero cuando el ángulo agudo se acerca a cero).
- Si se erigen cuadrados hacia afuera en los lados de cualquier cuadrilátero (convexo, cóncavo o cruzado), entonces sus centros (centroides) son los vértices de un cuadrilátero ortodiagonal que también es equidiagonal (es decir, que tiene diagonales de igual longitud). Esto se llama el teorema de Van Aubel.
- Cada lado de un cuadrilátero ortodiagonal tiene al menos un punto común con el círculo de los puntos de Pascal.[8][9]

## Propiedades de los cuadriláteros ortodiagonales que también son cíclicos

### Circunradio y área
Para un cuadrilátero ortodiagonal cíclico (es decir, que puede ser inscrito en una circunferencia), supóngase que la intersección de las diagonales divide una diagonal en segmentos de longitudes p1 y p2 y divide la otra diagonal en segmentos de longitudes q1 y q2. Entonces, (la primera igualdad es la Proposición 11 del Libro de los Lemas de Arquímedes)
{\displaystyle D^{2}=p_{1}^{2}+p_{2}^{2}+q_{1}^{2}+q_{2}^{2}=a^{2}+c^{2}=b^{2}+d^{2}}
donde D es el diámetro de la circunferencia circunscrita. Esto se cumple porque las diagonales son cuerdas de una circunferencia perpendiculares entre sí. Estas ecuaciones producen la expresión de la circunferencia circunscrita
{\displaystyle R={\tfrac {1}{2}}{\sqrt {p_{1}^{2}+p_{2}^{2}+q_{1}^{2}+q_{2}^{2}}}}
o, en términos de los lados del cuadrilátero, como
{\displaystyle R={\tfrac {1}{2}}{\sqrt {a^{2}+c^{2}}}={\tfrac {1}{2}}{\sqrt {b^{2}+d^{2}}}.}
También se deduce que
{\displaystyle a^{2}+b^{2}+c^{2}+d^{2}=8R^{2}.}
Por lo tanto, de acuerdo con el teorema del cuadrilátero de Euler, el circunradio se puede expresar en términos de las diagonales p y q, y la distancia x entre los puntos medios de las diagonales como
{\displaystyle R={\sqrt {\frac {p^{2}+q^{2}+4x^{2}}{8}}}.}
Una fórmula para el área K de un cuadrilátero ortodiagonal cíclico en términos de los cuatro lados se obtiene directamente al combinar el teorema de Ptolomeo y la fórmula para el área de un cuadrilátero ortodiagonal. El resultado es
{\displaystyle K={\tfrac {1}{2}}(ac+bd).}

### Otras propiedades
- En un cuadrilátero ortodiagonal cíclico, el anticentro coincide con el punto donde las diagonales se cruzan.[2]
- El teorema de Brahmagupta establece que para un cuadrilátero ortodiagonal cíclico, la perpendicular desde cualquier lado a través del punto de intersección de las diagonales divide en dos el lado opuesto.[2]
- Si un cuadrilátero ortodiagonal también es cíclico, la distancia desde la circunferencia circunscrita (el centro del círculo circunscrito) a cualquier lado equivale a la mitad de la longitud del lado opuesto.[2]
- En un cuadrilátero ortodiagonal cíclico, la distancia entre los puntos medios de las diagonales es igual a la distancia entre el circuncentro y el punto donde las diagonales se cruzan.[2]